# Бабони
Бабоните или Пабоните (на немски: Babonen, Pabonen, Puaponen, Popponen, Paponen) са значим баварски благороднически род през Средновековието, клон на Хуоси, и до ок. 1100 г. един от водещите пет баварски рода по време на образуването на племето Бавари (Bajuwaren).
Фамилията резидира в замък Бург Прун на ок. 4 км югоизточно от град Риденбург в днешна Долна Бавария, управлява до края на 12 век в графствата Западен Донаугау (до 1196) и Нордгау, в Регенсбург (от 985 до 1196), и в Риденбург. От 985 г. Бабоните са бургграфове на Регенсбург, през 12 век фогти на Бенедиктинскуия манастир Прюл при Регенсбург. Като резиденция се смята замък Щефлинг (Steveninga, Stefningen) при селището Щефлинг (днес част от Нитенау) на река Реген в предната Баварска гора и също в Регенсбург.
През средата на 11 век те са съ-образуватели на Бенедиктинския манастир Св. Якоб в Регенсбург и на Цистерцинския манастир Валдербах на Реген.
Първият известен е Бабо I, потомък на Бабенбергския граф в западен Донаугау. Той получава от император Ото II пр. 985 г. службата „бургграф фон Регенсбург“ и става граф в Западен Донаугау. Той умира през 1001 или 1002 г. (по други източници през 1020 г.) и има 32 сина и 8 дъщери.
Един значим член на Бабоните е Попо, епископ на Боцен-Бриксен в Южен Тирол, който като папа Дамас II ет 1048 г. третият германски папа в църковната история на римо-католическата църква. Той се разболява и е само 23 дена папа.
След измирането по мъжка линия на двете образувани линии на Бабоните ок. 1175 г., през 1185/96 г. графовете фон Вителсбах наследяват тяхната собственост чрез женитбата на Ото от Бабоните с Аделхайд фон Вителсбах.

## Владения
- Графство в западен Донаугау (до 1196 г.)
- Регенсбург (от 985 до 1196 г.)
- Ландграфство Щефлинг ам Реген
- Риденбург
- Абенсберг
- Замък Алтманщайн

## Известни
- Дамас II († 9 август 1048, в Палестрина), папа 1048 г.
- Бабо I фон Регенсбург, († сл. 5 март 1001/1002), граф в Западен Донаугау (975 – 980) и бургграф на Регенсбург (983)
- Рупрехт фон Регенсбург († сл. 1035), граф и бургграф на Регенсбург
- Лиудолф фон Регенсбург († сл. 996), монах в манастир Св. Емеран
- Хайнрих I фон Регенсбург († сл. 30 септември 1083), бургграф и граф на Регенсбург, граф на Зинцинг
- Бабо II († сл. 1080), граф на Регенсбург
- Ото фон Риденбург († 6 юни 1089), епископ на Регенсбург
- Адалберт († сл. 19 октомври 1027), граф в Ратингау
- Албуин († сл. 19 октомври 1027), граф в Рангау
- Арнолд († 1 март 1064), граф във Фришгау
- Хайнрих II († ок. 1100/1001 в Йерусалим), бургграф на Регенсбург (1089), кръстоносец
- Ото фон Риденбург († 6 юни 1089), епископ на Регенсбург (1061 – 1089)
- Конрад I фон Абенберг († 1147), архиепископ на Залцбург (1106 – 1147)
- Ото I фон Регенсбург († ок. 21 октомври 1143), граф и бургграф на Регенсбург и ландграф на Щефлинг
- Хайнрих III фон Регенсбург († 27 ноември 1174), бургграф на Регенсбург, женен за Берта Австрийска († 1150), дъщеря на маркграф Свети Леополд III от Австрия († 1136) и Агнес фон Вайблинген († 1143)
- Ото II фон Щефлинг (* ок. 1150; † 16 август 1175), ландграф и бургграф на Регенсбург, ландграф на Щефлинг, женен за Аделхайд фон Вителсбах († 9 февруари), дъщеря на граф Ото V фон Шайерн, пфалцграф фон Вителсбах († 1156)
- Фридрих I († ок. 17 юли 1181), бургграф на Регенсбург (1154), граф на Риденбург (1171)
- Хайнрих IV († ок. 4 януари 1185), бургграф на Регенсбург (1174), граф на Риденбург (1179), женен за София фон Ветин-Майсен († сл. 1177), вдовица на херцог Улрих от Моравия, дъщеря на маркграф Ото Богатия фон Майсен
- Аделхайд († сл. 1190), абатиса на Обермюнстер в Регенсбург.
- Ото III († ок. 1190), ландграф на Щефлинг (1179)
- Хайнрих V († сл. 1 май 1190), ландграф на Риденбург (1190) и на Щефлинг, женен за Рихардис Австрийска, дъщеря на херцог и маркграф Хайнрих II Язомиргот († 13 януари 1177) и Гертруда Саксонска, дъщеря на император Лотар III († 1137).
- Фридрих II († ок. 10 юни 1190), ландграф (1184)
- Ото IV фон Регенсбург († сл. 1183), граф на Риденбург, бургграф на Рорбах